# Nicoleta Manu
Nicoleta Manu (ur. 3 grudnia 1980 w Rumunii) – rumuńska siatkarka, grająca jako libero. 
Obecnie występuje w drużynie CS Știința Bacău.